# Arco do Repouso

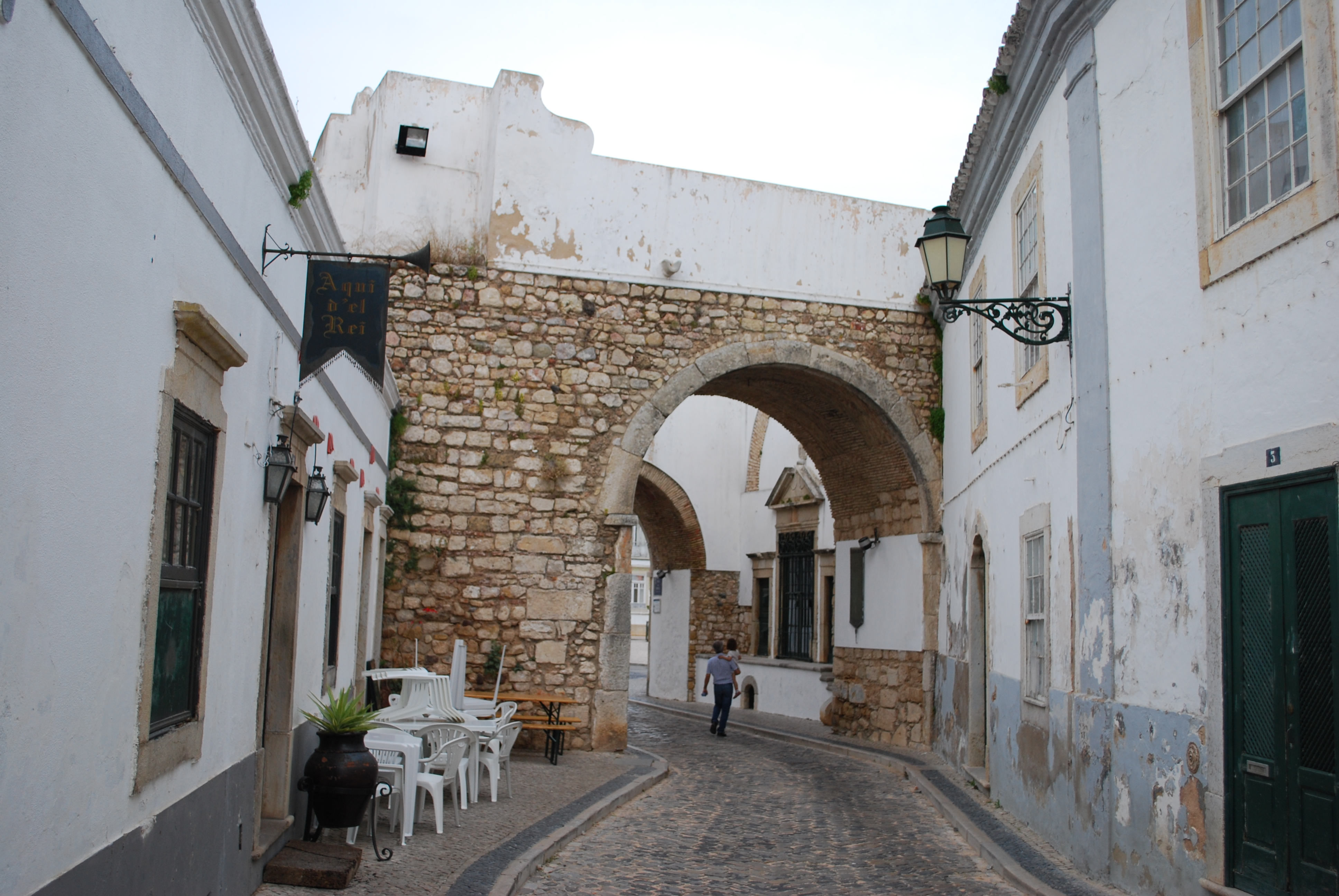

O Arco do Repouso constituiu uma das portas de acesso às muralhas medievais a sua construção remonta à dinastia almoada (séculos XII / XIII). No século XIII, devido à Reconquista Cristã, esta entrada foi reforçada pelos árabes com duas torres albarrãs com duas entradas laterais, de modo a facilitar a defesa da cidade e tornar difícil o acesso do inimigo.
A sua designação está relacionada com a conquista cristã da cidade e com duas lendas a ela associadas: a primeira conta que as tropas do rei D. Afonso III, após a conquista da cidade de Faro aos árabes, em 27 de Março de 1249, repousaram neste sítio; outra lenda evoca a história de uma moura encantada, a filha do governador árabe que por se apaixonar por um jovem cavaleiro do exército cristão foi aqui enfeitiçada pelo seu pai e aqui repousa.
No interior de um dos dois Arcos da entrada árabe, foi construído no século XVIII com o patrocínio da Rainha D. Mariana, uma ermida para acolher a imagem de Nossa Senhora do Repouso. Tem no seu interior um retábulo de madeira.

## Ligação externas
- «Radix Ministério da Cultura»

- «Câmara Municipal de Faro»